# Jesper Verlaat
Jesper Verlaat (Zaanstad, 4 juni 1996) is een Nederlands voetballer die als centrale verdediger voor speelt. Hij is de zoon van Frank Verlaat.

## Carrière
Als zoon van Frank Verlaat verhuisde Jesper mee met zijn vader en speelde zodoende voor jeugdclubs in Duitsland, Oostenrijk en Portugal. In 2012 vertrok hij naar Werder Bremen, waar hij in 2015 voor het derde elftal speelde en later in 2015 voor het tweede van Werder, wat in de 3. Liga uitkwam. In 2018 tekende Verlaat een contract bij SV Sandhausen waar hij in het seizoen 2018/19 was uitgegroeid tot een vaste waarde. Medio 2020 liep zijn contract af en hij vervolgde zijn loopbaan bij Waldhof Mannheim.

### Statistieken
| Seizoen                      | Club                | Land           | Competitie             | Competitie | Competitie | Beker | Beker | Totaal | Totaal |
| Seizoen                      | Club                | Land           | Competitie             | Wed.       | Dlp.       | Wed.  | Dlp.  | Wed.   | Dlp.   |
| ---------------------------- | ------------------- | -------------- | ---------------------- | ---------- | ---------- | ----- | ----- | ------ | ------ |
| 2014/15                      | Werder Bremen II    | Duitsland      | Regionalliga           | 1          | 0          | –     | –     | 1      | 0      |
| 2015/16                      | Werder Bremen III   | Duitsland      | Bremen-liga            | 5          | 0          | –     | –     | 5      | 0      |
| 2015/16                      | Werder Bremen II    | Duitsland      | 3. Liga                | 21         | 1          | –     | –     | 21     | 1      |
| 2016/17                      | Werder Bremen II    | Duitsland      | 3. Liga                | 35         | 1          | –     | –     | 35     | 1      |
| 2017/18                      | Werder Bremen II    | Duitsland      | 3. Liga                | 22         | 1          | –     | –     | 22     | 1      |
| 2017/18                      | Werder Bremen       | Duitsland      | Bundesliga             | 0          | 0          | 0     | 0     | 0      | 0      |
| 2018/19                      | SV Sandhausen       | Duitsland      | 2. Bundesliga          | 29         | 0          | 1     | 0     | 30     | 0      |
| 2018/19                      | SV Sandhausen II    | Duitsland      | Verbandsliga Nordbaden | 1          | 0          | 0     | 0     | 1      | 0      |
| 2019/20                      | SV Sandhausen       | Duitsland      | 2. Bundesliga          | 3          | 0          | 2     | 0     | 5      | 0      |
| 2020/21                      | SV Waldhof Mannheim | Duitsland      | 3. Liga                | 23         | 1          | 2     | 0     | 25     | 1      |
| 2021/22                      | SV Waldhof Mannheim | Duitsland      | 3. Liga                | 27         | 0          | 2     | 0     | 29     | 0      |
| Carrièretotaal               | Carrièretotaal      | Carrièretotaal | Carrièretotaal         | 167        | 4          | 7     | 0     | 174    | 4      |
| Bijgewerkt t/m 30 april 2022 |                     |                |                        |            |            |       |       |        |        |